# Lee DeWyze
Leon James "Lee" DeWyze Jr. (Mount Prospect, 2 de abril de 1986) é um cantor e compositor americano. É mais conhecido por ter sido o vencedor da nona temporada do American Idol.
Antes do Idol, DeWyze teve uma carreira solo e formou a Lee DeWyze Band. Ele também lançou dois álbuns independentes chamados So I'm Told em 2007 e Slumberland em 2010, ambos pela WuLi Records.
O primeiro álbum pós-Idol de DeWyze, Live It Up, foi lançado em 16 de novembro de 2010 pela RCA Records. WuLi Records, atendendo a demanda dos fãs de DeWyze, lançou um terceiro álbum de gravações pré-Idol, What Once Was, em 14 de fevereiro de 2012. Seu quinto álbum de estúdio Frames foi lançado em 20 de agosto de 2013, e seu sexto álbum Oil & Water foi lançado em 12 de fevereiro de 2016. O sétimo álbum de DeWyze, intitulado Paranoia, foi lançado em 16 de fevereiro de 2018, e seu oitavo álbum, Ghost Stories, foi lançado em 13 de agosto de 2021.